# Крест-Кытыл
Крест-Кытыл (якут. Кириэс-Кытыл) — село в Намском улусе Республики Саха (Якутия). Административный центр и единственный населённый пункт Хамагаттинского наслега. Население — 1906 чел. (2021), большинство — якуты .

## География
Расположено в 5 км южнее с. Намцы и 79 км севернее г. Якутск.
Хамагатта расположена вдоль трассы Якутск-Намцы, на первой и второй надпойменных террасах, на левом берегу притоков р. Лены (2-3 км).
Климат
Средняя температура января −42 °C, июля +17…+18 °С. Осадков выпадает около 200—250 мм в год.

## История
Согласно Закону Республики Саха (Якутия) от 30 ноября 2004 года N 173-З N 353-III село возглавило образованное муниципальное образование Хамагаттинский наслег.

## Население
| 1989  | 2002  | 2009  | 2010  | 2012  | 2013  | 2014  |
| ----- | ----- | ----- | ----- | ----- | ----- | ----- |
| 1400  | ↗1634 | ↗1702 | ↗1727 | ↘1713 | ↗1725 | ↘1708 |
| 2015  | 2016  | 2017  | 2018  | 2019  | 2020  | 2021  |
| ↗1747 | ↗1781 | ↗1787 | ↗1807 | ↘1781 | ↗1848 | ↗1906 |

Национальный состав
Согласно результатам переписи 2002 года, в национальной структуре населения якуты составляли  83 % от общей численности населения в 1634 чел..

## Инфраструктура
Хамагаттинская средняя школа им. Е. Шапошникова, МБОУ «Хамагаттинский Саха-Французский лицей», детский танцевальный ансамбль «Радуга», центр досуга «Туьулгэ», спортзал.

## Части села
Хамагатта объединяет три бывших деревни: Арыы-Тиит, Крест-Кытыл и Новая деревня.